# Незалежні олімпійські атлети на літніх Олімпійських іграх 2016
Незалежні олімпійські атлети на літніх Олімпійських іграх 2016 це 9 спортсменів у трьох видах спорту.
Фактично є збірною Кувейту, що виступає під Олімпійським прапором. Це пов'язано з тим, що державні органи Кувейту втручались в роботу місцевого НОКу.

## Медалісти
| Медалі | Спортсмени         | Вид спорту | Дисципліна           | Дата      |
| ------ | ------------------ | ---------- | -------------------- | --------- |
| Золото | Фехаїд Аль-Діхані  | Стрільба   | чоловіки, дубль-трап | 10 серпня |
| Бронза | Абдулла Аль-Рашиді | Стрільба   | чоловіки, скит       | 13 серпня |

## Фехтування
| Спортсмен           | Дисципліна                     | 1/32 фіналу         | 1/16 фіналу        | 1/8 фіналу         | Чвертьфінал        | Півфінал           | Фінал / БМ         | Фінал / БМ      |
| Спортсмен           | Дисципліна                     | Суперник Результат  | Суперник Результат | Суперник Результат | Суперник Результат | Суперник Результат | Суперник Результат | Місце           |
| ------------------- | ------------------------------ | ------------------- | ------------------ | ------------------ | ------------------ | ------------------ | ------------------ | --------------- |
| Абдулазіз Аль Шатті | індивідуальна шпага (чоловіки) | Редлі (HUN) L 13–14 | Завершив виступ    | Завершив виступ    | Завершив виступ    | Завершив виступ    | Завершив виступ    | Завершив виступ |

## Стрільба
| Спортсмен              | Дисципліна            | Кваліфікація | Кваліфікація | Півфінал        | Півфінал        | Фінал           | Фінал           |
| Спортсмен              | Дисципліна            | Очки         | Місце        | Очки            | Місце           | Очки            | Місце           |
| ---------------------- | --------------------- | ------------ | ------------ | --------------- | --------------- | --------------- | --------------- |
| Ахмад Аль-Афасі        | дубль-трап (чоловіки) | 128          | 15           | Завершив виступ | Завершив виступ | Завершив виступ | Завершив виступ |
| Фехаїд Аль-Діхані      | дубль-трап (чоловіки) | 135          | 6 Q          | 28              | 1 Q             | 26              | 1               |
| Абдулрахман Аль-Файхам | трап (чоловіки)       | 115          | 14           | Завершив виступ | Завершив виступ | Завершив виступ | Завершив виступ |
| Халеф Аль-Мудхаф       | трап (чоловіки)       | 117          | 8            | Завершив виступ | Завершив виступ | Завершив виступ | Завершив виступ |
| Абдулла Аль-Рашиді     | скит (чоловіки)       | 123          | 1 Q          | 14              | 4 q             | 16              | 3               |
| Сауд Хабіб             | скит (чоловіки)       | 117          | 20           | Завершив виступ | Завершив виступ | Завершив виступ | Завершив виступ |

Пояснення до кваліфікації: Q = Пройшов у наступне коло; q = Кваліфікувався щоб змагатись у поєдинку за бронзову медаль

## Плавання
| Спортсмен  | Дисципліна                       | Попередній заплив | Попередній заплив | Півфінал         | Півфінал         | Фінал            | Фінал            |
| Спортсмен  | Дисципліна                       | Час               | Місце             | Час              | Місце            | Час              | Місце            |
| ---------- | -------------------------------- | ----------------- | ----------------- | ---------------- | ---------------- | ---------------- | ---------------- |
| Аббас Калі | 100 метрів батерфляєм (чоловіки) | 54.63             | 36                | Завершив виступ  | Завершив виступ  | Завершив виступ  | Завершив виступ  |
| Фає Султан | 50 метрів вільним стилем (жінки) | 26.86             | 54                | Завершила виступ | Завершила виступ | Завершила виступ | Завершила виступ |